# ヴィクトル・コヴァレンコ (サッカー選手)
ヴィクトル・ヴィクトロヴィチ・コヴァレンコ（ウクライナ語:Віктор Вікторович Коваленко、ラテン文字:Viktor Viktorovych Kovalenko、1996年2月14日 - ）は、ウクライナ・ヘルソン出身のサッカー選手。エンポリFC所属。ポジションはMF。

## 経歴

### クラブ
ウクライナのFCシャフタール・ドネツクでキャリアをスタートさせ、2013年にトップチームに昇格。2015年、2月18日にFCヴォルスクラ・ポルタヴァ戦でウクライナ・プレミアリーグデビューを果たした。
2016年2月25日、UEFAヨーロッパリーグ 2015-16のシャルケ04戦でプロ初ゴールを記録した。
2021年2月1日、アタランタBCと2025年までの契約を締結。しかし、途中加入の2020-21シーズンは、リーグ戦1試合の出場にとどまり、8月8日にスペツィア・カルチョにローン移籍となった。
2023年8月25日、ニコロ・カンビアーギととともに2023-24シーズンはエンポリFCへレンタル移籍することが決定した。

### 代表
ウクライナ代表として2015年にFIFA U-20ワールドカップに出場し5ゴールを記録し、大会得点王を獲得した。

## 個人成績
2020年8月13日現在
| クラブ                 | 年度    | リーグ戦                   | リーグ戦 | リーグ戦 | カップ戦1 | カップ戦1 | UCL  | UCL  | UEL  | UEL  | その他2 | その他2 | 通算 | 通算 |
| クラブ                 | 年度    | リーグ                     | 出場     | 得点     | 出場      | 得点      | 出場 | 得点 | 出場 | 得点 | 出場    | 得点    | 出場 | 得点 |
| ---------------------- | ------- | -------------------------- | -------- | -------- | --------- | --------- | ---- | ---- | ---- | ---- | ------- | ------- | ---- | ---- |
| シャフタール・ドネツク | 2014–15 | ウクライナ・プレミアリーグ | 2        | 0        | 2         | 0         | 0    | 0    | 0    | 0    | 0       | 0       | 4    | 0    |
| シャフタール・ドネツク | 2015–16 | ウクライナ・プレミアリーグ | 23       | 0        | 7         | 2         | 7    | 0    | 8    | 2    | 1       | 0       | 46   | 4    |
| シャフタール・ドネツク | 2016–17 | ウクライナ・プレミアリーグ | 28       | 7        | 1         | 0         | 0    | 0    | 8    | 3    | 1       | 0       | 38   | 10   |
| シャフタール・ドネツク | 2017–18 | ウクライナ・プレミアリーグ | 27       | 4        | 4         | 1         | 5    | 0    | 0    | 0    | 1       | 0       | 37   | 5    |
| シャフタール・ドネツク | 2018–19 | ウクライナ・プレミアリーグ | 25       | 7        | 3         | 0         | 6    | 0    | 2    | 0    | 1       | 0       | 37   | 7    |
| シャフタール・ドネツク | 2019–20 | ウクライナ・プレミアリーグ | 17       | 1        | 1         | 0         | 5    | 0    | 4    | 1    | 0       | 0       | 26   | 2    |
| 総通算                 | 総通算  | 総通算                     | 122      | 19       | 18        | 3         | 23   | 0    | 22   | 6    | 4       | 0       | 189  | 28   |

1ウクライナ・カップ

2ウクライナ・スーパーカップ

### 代表
2019年6月11日現在
| ウクライナ代表 | 国際Aマッチ | 国際Aマッチ |
| 年             | 出場        | 得点        |
| -------------- | ----------- | ----------- |
| 2016           | 10          | 0           |
| 2017           | 6           | 0           |
| 2018           | 4           | 0           |
| 2019           | 2           | 0           |
| 通算           | 22          | 0           |

## タイトル

### クラブ
FCシャフタール・ドネツク
- ウクライナ・カップ ： 2015-16, 2016-17, 2017-18, 2018-19
- ウクライナ・プレミアリーグ ： 2016-17, 2017-18, 2018-19

### 個人
- 2015 FIFA U-20ワールドカップ ： ゴールデンシュー